# Vefsn
Vefsn este o comună din provincia Nordland, Norvegia.